# محاصره فوشیمی
محاصره فوشیمی (انگلیسی: Siege of Fushimi) یک جنگ حیاتی در مجموعه‌ای که منجر به نبرد سرنوشت‌ساز نبرد سکیگاهارا شد. در پایان نبرد سکیگاهارا بود که دوره سنگوکو یا دوره جنگ‌های داخلی ژاپن به پایان رسید.